# Aldershot & District Football League
De Aldershot & District Football League is een Engelse regionale voetbalcompetitie voor clubs uit bepaalde delen van de regio's Hampshire, Surrey en Berkshire. De competitie bestaat uit vier divisies, waarvan de hoogste divisie, de Senior Division, deel uitmaakt van het twaalfde niveau in de Engelse voetbalpiramide. Clubs die spelen in de Senior Division kunnen in aanmerking komen voor promotie naar Division One van de Hampshire Premier League of de Premier Division van de Surrey County Intermediate League (Western).

## Geschiedenis
De competitie werd opgericht in 1894 als de Aldershot Senior League. Aanvankelijk werden alleen militaire teams toegelaten, maar vanaf het seizoen 1912/13 was er ook een 'civiele' divisie. Na de Eerste Wereldoorlog werden alle divisies samengevoegd en tegenwoordig bestaat de competitie alleen nog uit civiele teams.

## Clubs in het seizoen 2014/15

### Senior Division
- Bagshot
- Fleet Spurs Reserves
- Frimley Select
- Hale Rovers
- Spartans
- West End Village
- Wey Valley
- Woking Cougars
- Yateley United Reserves

### Division One
- Alton United
- Courtmoor
- Fleet Spurs A
- Hindhead Athletic
- Letef Select
- Mytchett Athletic
- Rushmoor
- Sandhurst Sports
- Sandhurst Town Reserves
- South Farnborough
- Yateley United A

### Division Two
- AFC Petersfield Reserves
- Bagshot Reserves
- Bordon & Oakhanger Social Club United
- Four Marks Reserves
- Frogmore
- Hartley Wintney A
- Headley United A
- Liphook United A
- Normandy
- Ropley

### Division Three
- Bordon & Oakhanger Social Club United Reserves
- Fleet Spurs Veterans
- Hindhead Athletic Reserves
- Normandy Reserves
- West End Village Reserves
- Wey Valley Reserves
- Yateley United B

## Vorige kampioenen
| Seizoen | Senior Division      | Division One         | Division Two            | Division Three                        |
| ------- | -------------------- | -------------------- | ----------------------- | ------------------------------------- |
| 2008/09 | BOSC                 | Bagshot              | South Farnborough       | Frensham Royal British Legion         |
| 2009/10 | Fleet Spurs Reserves | West Meon & Warnford | Old Farnboronians       | Frogmore Rangers                      |
| 2010/11 | Headley United       | Alton Athletic       | Frogmore Rangers        | Wrecclesham 'A'                       |
| 2011/12 | Bagshot              | West End Village     | Headley United Reserves | Bordon & Oakhanger Sports Club United |
| 2012/13 | Bagshot              | West Meon & Warnford | Wrecclesham             | Headley United Academy                |
| 2013/14 | Bagshot              | Wey Valley           | Alton United            | Bagshot Reserves                      |